# Antoni Buksakowski
Antoni Buksakowski (ur. 19 lipca 1935 w Gołańczy) – polski działacz partyjny i państwowy, w latach 1979–1982 wicewojewoda kaliski.

## Życiorys
Syn Kazimierza i Ireny. Kształcił się w Wyższej Szkole Partyjnej KPZR w Moskwie. Pracował jako nauczyciel, od 1958 do 1961 zasiadał w powiatowym zarządzie Związku Nauczycielstwa Polskiego w Ostrowie Wielkopolskim.
W 1965 wstąpił do Polskiej Zjednoczonej Partii Robotniczej. Pod koniec lat 60. był II i I sekretarzem Komitetu Zakładowego PZPR. Od 1970 należał do egzekutywy Komitetu Powiatowego PZPR w Ostrowie Wielkopolskim, od 1970 był w nim sekretarzem ds. propagandy, a od 1973 do 1975 – I sekretarzem. Jednocześnie od 1966 zasiadał w Miejskiej Radzie Narodowej, a od 1975 w Wojewódzkiej Radzie Narodowej w Kaliszu (gdzie kierował klubem PZPR). W latach 1975–1978 pozostawał sekretarzem ds. propagandy w Komitecie Wojewódzkim PZPR w Kaliszu, a od 9 stycznia 1979 do 31 grudnia 1982 zajmował stanowisko wicewojewody kaliskiego. Od 1982 do 1985 kierował Publiczną Biblioteką Pedagogiczną w Kaliszu, następnie przeszedł na emeryturę. Opublikował książkę pt. Dzieje Klubu Myśliwskiego Koła Łowieckiego nr 8 w Ostrowie Wielkopolskim (lata 1927–2007).